# Rečica ob Savinji
Rečica ob Savinji je naselje v Zgornji Savinjski dolini ob potoku Rečica (od tod ime kraja). Kraj je tudi središče leta 2006 nastale občine Rečica ob Savinji, prej je naselje sodilo v občino Mozirje.
Kot naselje je bila Rečica (»Riez«) prvič omenjena v listini od 18. septembra 1231, ko je v župnijski cerkvi sv. Kancijana zboroval oglejski patriarh Bertold Andeški z mnogimi cerkvenimi dostojanstveniki, ki so sodili dvema roparjema gornjegrajskega samostana. Trške pravice je Rečica dobila sredi 14. stoletja, potrjene pa so bile skupaj s sodno pravico 2. februarja 1585 od 8. ljubljanskega škofa Janeza Tavčarja (1544-1597), ki je na Rečici imel svoj »dvor« (h.št. Rečica 54).
Šolo je kraj dobil leta 1777. Krajevne znamenitosti so: sramotilni kamen (edini v Zgornji Savinjski dolini in eden izmed 14 v Sloveniji), Tavčarjev dvor in Cerkev svetega Kancijana (prvič omenjana že leta 1173, po požaru 1799 pa na novo postavljena leta 1804.(JT). Pri naselju se razprostira Rečičko polje.

## Galerija
- Cerkev svetega Kancijana
- Sramotilni kamen